# Schizotus
Genre
Schizotus est un genre d'insectes de l'ordre des coléoptères, de la famille des Pyrochroidae.

## Liste des espèces
Selon BioLib (8 juillet 2020) :
- Schizotus cardinalis (Mannerheim, 1852)
- Schizotus cervicalis Newman, 1838
- Schizotus fuscicollis (Mannerheim, 1852)
- Schizotus pectinicornis (Linnaeus, 1758)
- Schizotus rotundicollis Pic, 1912
- Schizotus sumatrensis Pic, 1906
- Schizotus theresae Pic, 1911
- Schizotus yamauchii Kôno, 1936

- En Europe on ne peut rencontrer qu'une seule espèce :
  - Schizotus pectinicornis (Linnaeus, 1758)